# エレクトリカル・エクスペリメンター
『エレクトリカル・エクスペリメンター』（The Electrical Experimenter）は、かつてアメリカ合衆国で発行されていた月刊の技術科学雑誌である。

## 概要
ヒューゴー・ガーンズバックが1908年から発行していた『モダン・エレクトリックス』の後継誌として、1913年5月に創刊された。
当初はエレクトロ・インポーティング社によって発行されていた。1915年5月号からは、新たに設立したエクスペリメンター出版からの発行となった。
当初は、無線に関する科学的な記事を中心に掲載された。1918年6月号から"Science and Invention"（科学と発明）という副題が付けられ、内容は一般科学、化学、機械学へと拡大された。1920年8月号からは正式に題名を『サイエンス・アンド・インヴェンション』に変更し、1931年8月まで刊行された。
編集はヒューゴー・ガーンズバックが行い、フランク・R・パウルが表紙や挿絵を担当した。
『モダン・エレクトリックス』から引き続いてSF小説も掲載された。ガーンズバックはこの雑誌で自作の小説をいくつか発表し、1916年の社説では、「その名にふさわしい真の電気実験家（エレクトリカル・エクスペリメンター）は、想像力と未来へのビジョンを持っていなければならない」と主張した。
ニコラ・テスラは1917年8月から1919年7月までの間に5本の記事を寄稿し、1919年には自伝の一部を数回に分けて掲載した。